# Dali (socken i Kina, Guangxi, lat 23,55, long 108,90)
Dali (kinesiska: 大里乡, 大里) är en socken i Kina. Den ligger i den autonoma regionen Guangxi, i den södra delen av landet, omkring 100 kilometer nordost om regionhuvudstaden Nanning.
Genomsnittlig årsnederbörd är 1 829 millimeter. Den regnigaste månaden är juni, med i genomsnitt 333 mm nederbörd, och den torraste är februari, med 41 mm nederbörd.